# Kruševo (żupania zadarska)
Kruševo – wieś w Chorwacji, w żupanii zadarskiej, w mieście Obrovac. W 2011 roku liczyła 1112 mieszkańców.